# 中港城公共運輸交匯處
中港城公共運輸交匯處位於九龍油尖旺區尖沙咀廣東道33號中港城的地庫，為一個室內坑狀公共運輸交匯處，現時有5條巴士路線以此為總站。

## 簡介
中港城公共運輸交匯處位於中港城地庫，於1988年10月正式啟用，而中港城則起源於旁邊的中國客運碼頭（又稱「中港客運碼頭」或「中港碼頭」），方便旅客往返香港與澳門和其他國內城市。交匯處供多種交通工具使用，計有公共巴士、旅遊巴士和的士等，車輛可從廣東道南行線或九龍公園徑北行線進入交匯處，離開只可駛進廣東道北行線。交匯處是一個位置低於海平面的坑狀室內車站，亦為少數設於地底的巴士總站，這亦使之成為全港位處海拔最低的巴士總站。同時由於交匯處位處地庫，兼且有不少大型車輛使用，空氣質素和溫度一直惹人關注。
交匯處內的巴士總站由2條雙線車坑組成，每條車坑可供2至3條路線使用，現時共有6條專利巴士路線作為總站。

## 總站路線資料

### 九龍巴士3C、3X線
3C
- 慈雲山（北） ↔ 中港碼頭

於1966年11月25日投入服務，1989年12月10日延長至此，途經黃大仙、樂富、九龍塘、旺角花墟（只限去程）、旺角、油麻地及佐敦（佐敦道）。
3X（上午班次）
- 慈雲山（北） → 中港碼頭

於2016年11月28日投入服務，2018年6月4日延長至此，途經富山邨（只限特別班次）、鑽石山（只限特別班次）、新蒲崗、旺角、油麻地、佐敦及尖沙嘴，只於平日繁忙時間提供服務，為九龍巴士3C線的特快班次。

### 九龍巴士14線
- 鯉魚門邨 ↔ 中港碼頭

於1967年9月24日投入服務，1989年12月10日延長至此，途經油塘、藍田站、觀塘市中心、牛頭角、九龍灣、新蒲崗（太子道東）、九龍城、馬頭圍、土瓜灣、紅磡及佐敦（佐敦道）。

### 九龍巴士238P、238X線
238P
- 海濱花園 → 中港碼頭

於2002年11月29日投入服務，途經海灣花園、橫龍街工業區、荃灣路、西九龍走廊、旺角、油麻地及佐敦（佐敦道），只於平日上午繁忙時間提供服務，為九龍巴士238X線的特快班次。
238X
- 海濱花園 ↔ 中港碼頭

於1990年2月18日投入服務，途經海灣花園、橫龍街工業區、荃灣路、美孚新邨、長沙灣、深水埗、旺角、油麻地及佐敦（佐敦道）。

## 過往總站路線
- 九龍巴士12線
- 九龍巴士A4線 (於1991年5月1日起停辦)
- 九龍巴士14X線
- 九龍巴士K15線
- 九龍巴士238S線
- 九龍巴士270A線（特別班次）
- 九龍巴士270P線
- 新巴796P線 (下午班次)

## 使用狀況
中國客運碼頭每天均有航線往返廣東省熱門城市，附近的海港城和廣東道亦有大大小小的品牌商店和寫字樓進駐，人流暢旺，有效帶動運輸交匯處的使用量。

## 外部連結
- 九巴（页面存档备份，存于）